# Museum De Lakenhal

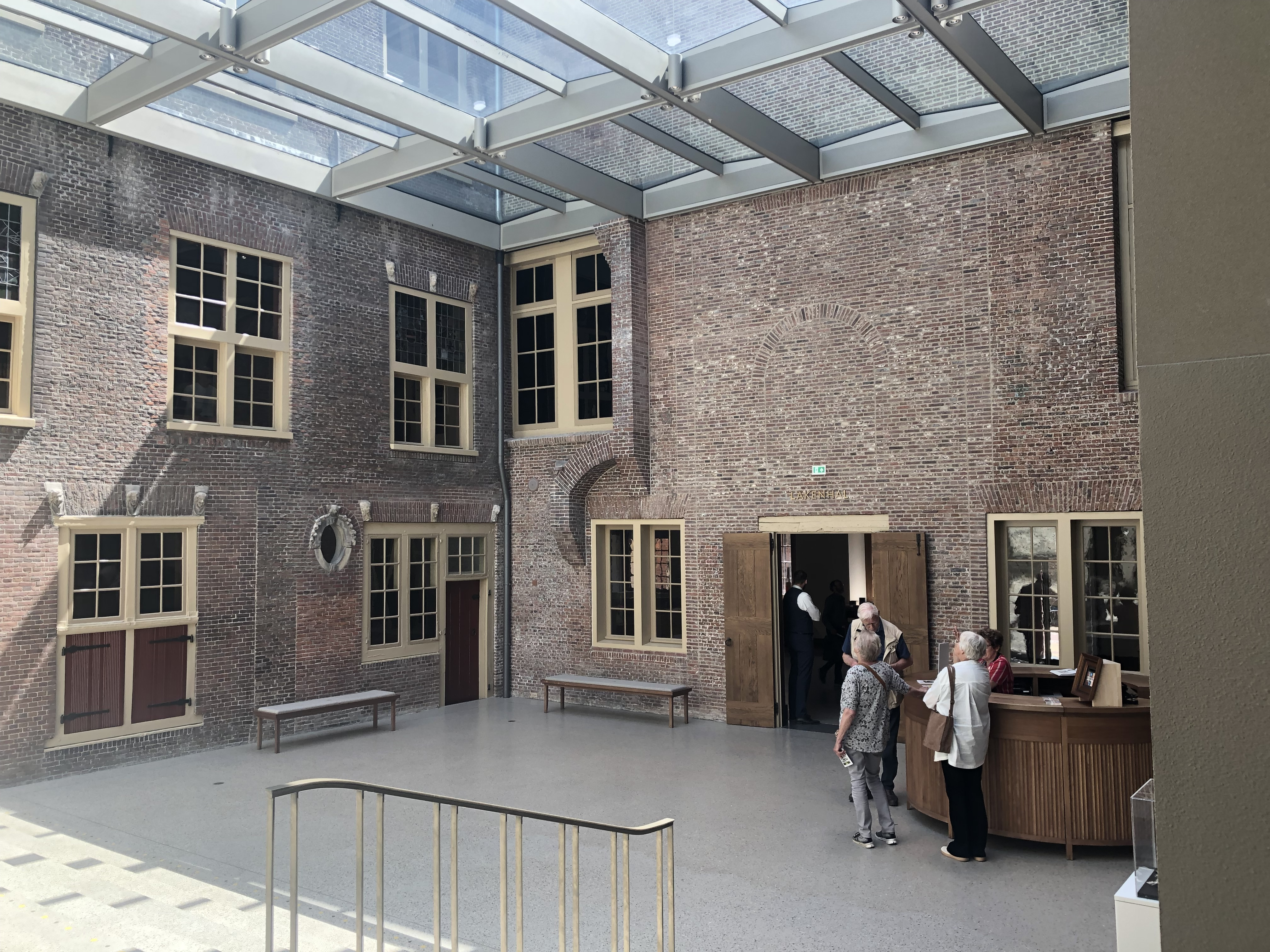
Overdekte ingang

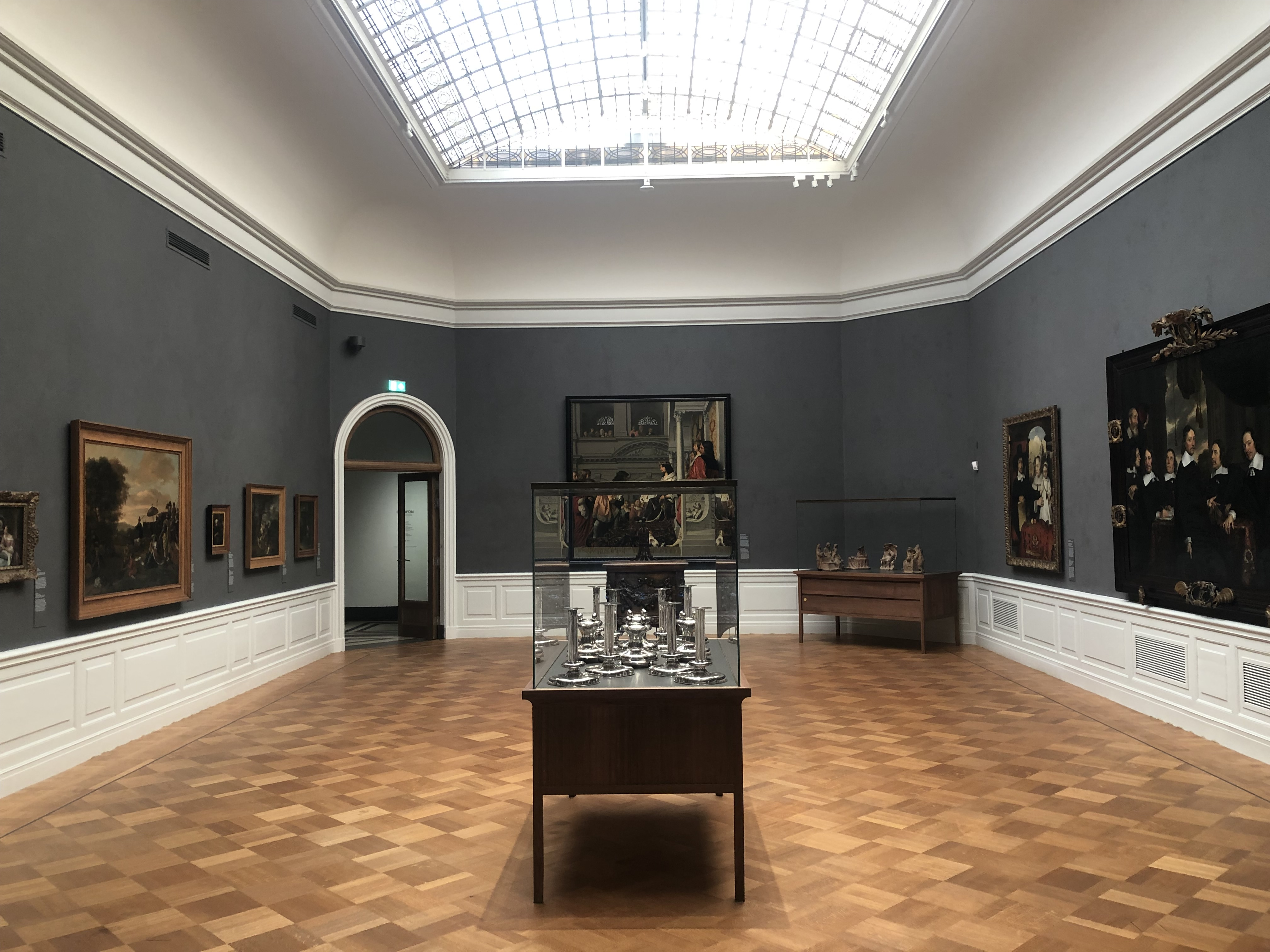
Expositiezaal

Museum De Lakenhal is sinds 1874 het gemeentelijk kunstmuseum van Leiden. Het museum, gewijd aan zowel de historie van de stad Leiden als aan de daarmee samenhangende kunstcollectie, werd geopend op 1 mei 1874 en werd gevestigd in de voormalige Leidse lakenhal (Oude Singel 32, 2312 RA  Leiden), waarvan het gebouw dateert uit 1640.
In 2010 won het museum de Museumprijs Zuid-Holland voor het project Werk in Uitvoering.

## Collectie
Het museum bezit als gemeentelijke instelling vooral plaatselijke voorwerpen die de Leidse historie in beeld brengen, bijvoorbeeld het beleg van 1573-1574 en het Leids ontzet op 3 oktober 1574. Naast werk van Rembrandt van Rijn bezit het belangrijk werk van de beroemde schilder en etser Lucas van Leyden. Voorts hangt er werk van Leidse kunstenaars als Jan Lievens, Jan Steen, Quiringh van Brekelenkam, Gerrit Dou (de bekendste van de Leidse fijnschilders), Menso Kamerlingh Onnes en H.P. Bremmer. Het museum bevat zowel oudere als eigentijdse kunst. Er is relatief veel werk van Theo van Doesburg, die in Leiden woonde toen hij in 1917 De Stijl oprichtte.
Het museum had in het Rembrandtjaar 2006 één schilderij van Rembrandt in de collectie: het Historiestuk uit 1626. In 2012 wist Museum De Lakenhal met steun van de gemeente Leiden, het Mondriaan Fonds, de Vereniging Rembrandt en de Vereniging van Belangstellenden in De Lakenhal, een tweede schilderij van Rembrandt te verwerven. Dit paneel De brillenverkoper (1623-1624) is zijn vroegst bekende schilderij, dat deel uitmaakt van de reeks De vijf zintuigen. Rembrandt schilderde het omstreeks zijn 17e levensjaar in zijn geboortestad Leiden.
Kunstenaar-fotograaf Erwin Olaf maakte in 2011 opdracht van Museum De Lakenhal en de Universiteit Leiden een nieuw historiestuk onder de titel Liberty - pest en honger tijdens Leidens Beleg, dat het Beleg en Ontzet van Leiden in 1573-1574 uitbeeldt, met de nadruk op de pestepidemie die aan ongeveer 6000 inwoners het leven kostte, destijds ongeveer de helft van de Leidse bevolking. Inwoners van Leiden stonden model voor dit omvangrijke werk, terwijl veel attributen uit de collectie van het museum zijn afgebeeld.

## Afbeeldingen

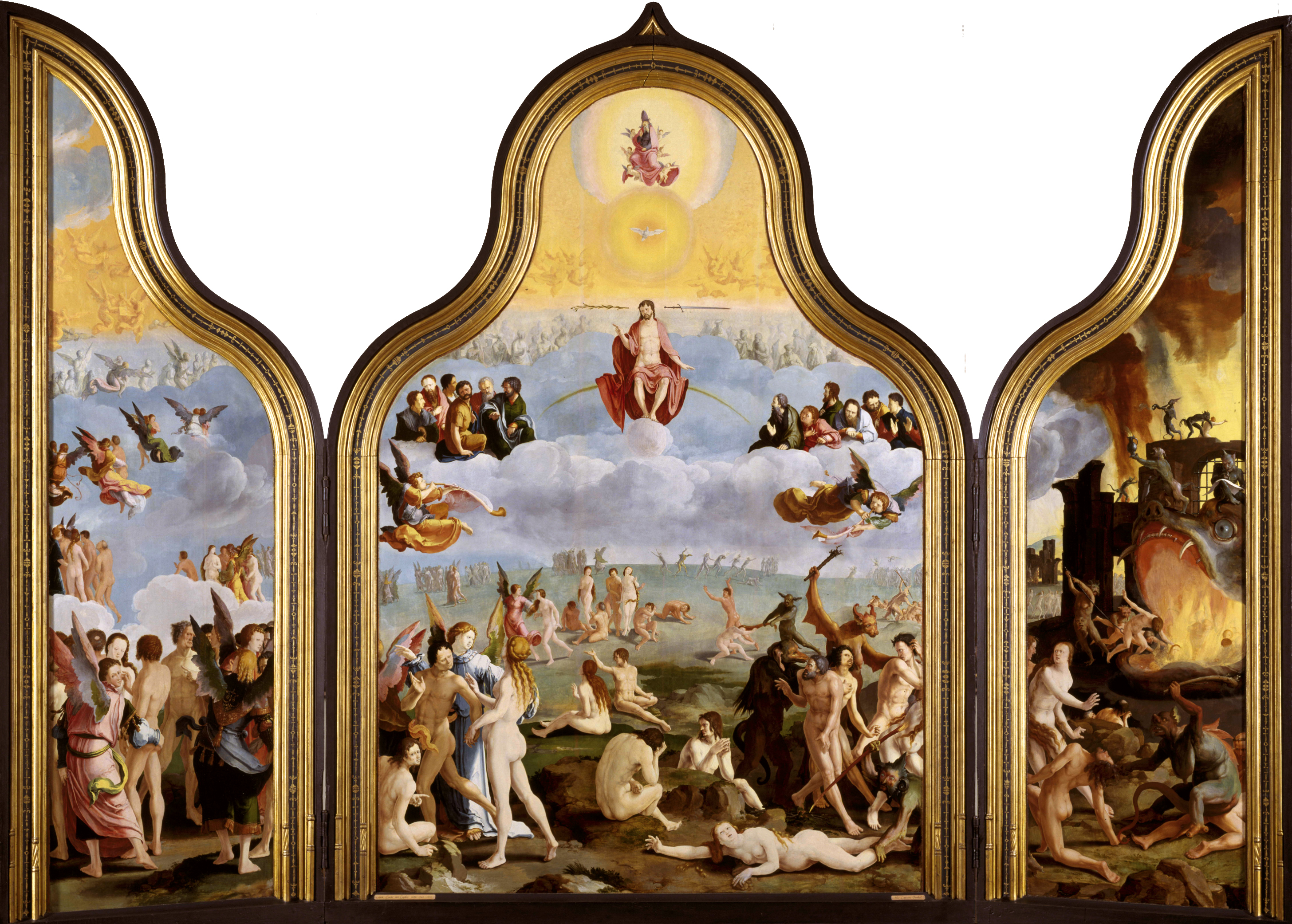
Het laatste oordeel, Lucas van Leyden, 1526-1527
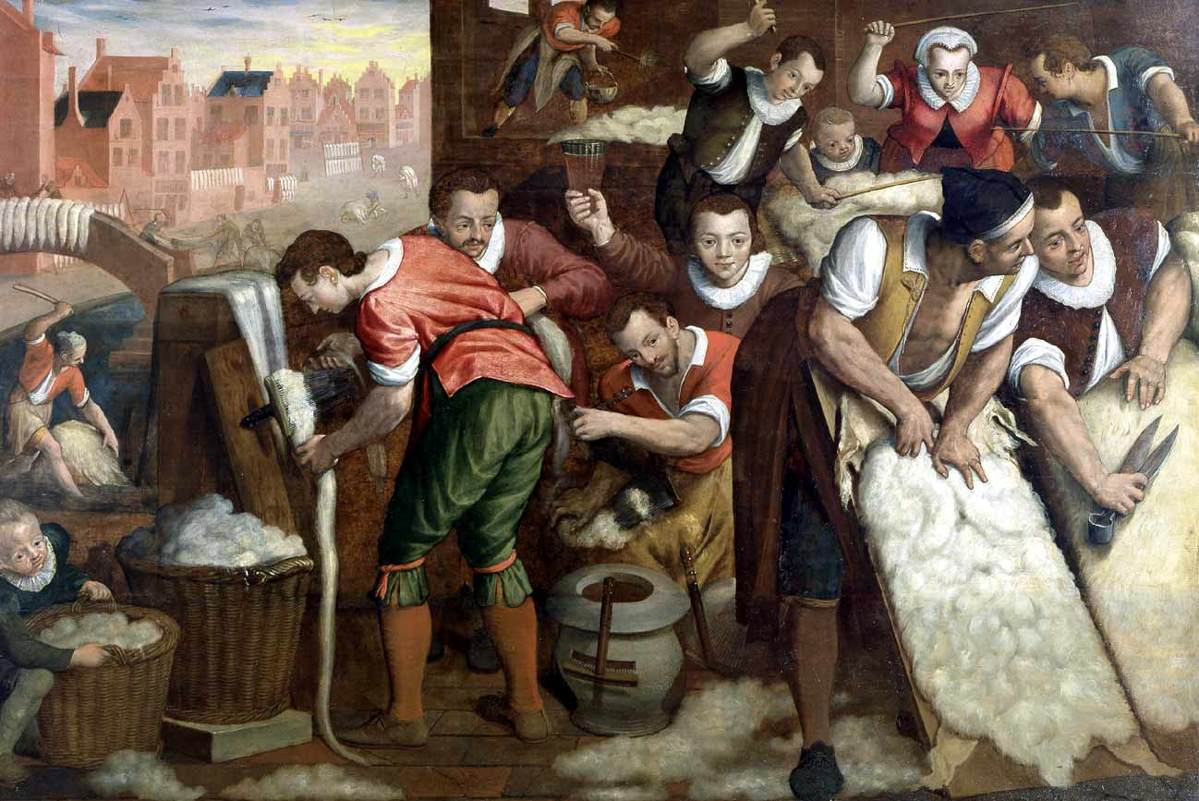
De wolbereiding (Isaac Claesz. van Swanenburg), 1595
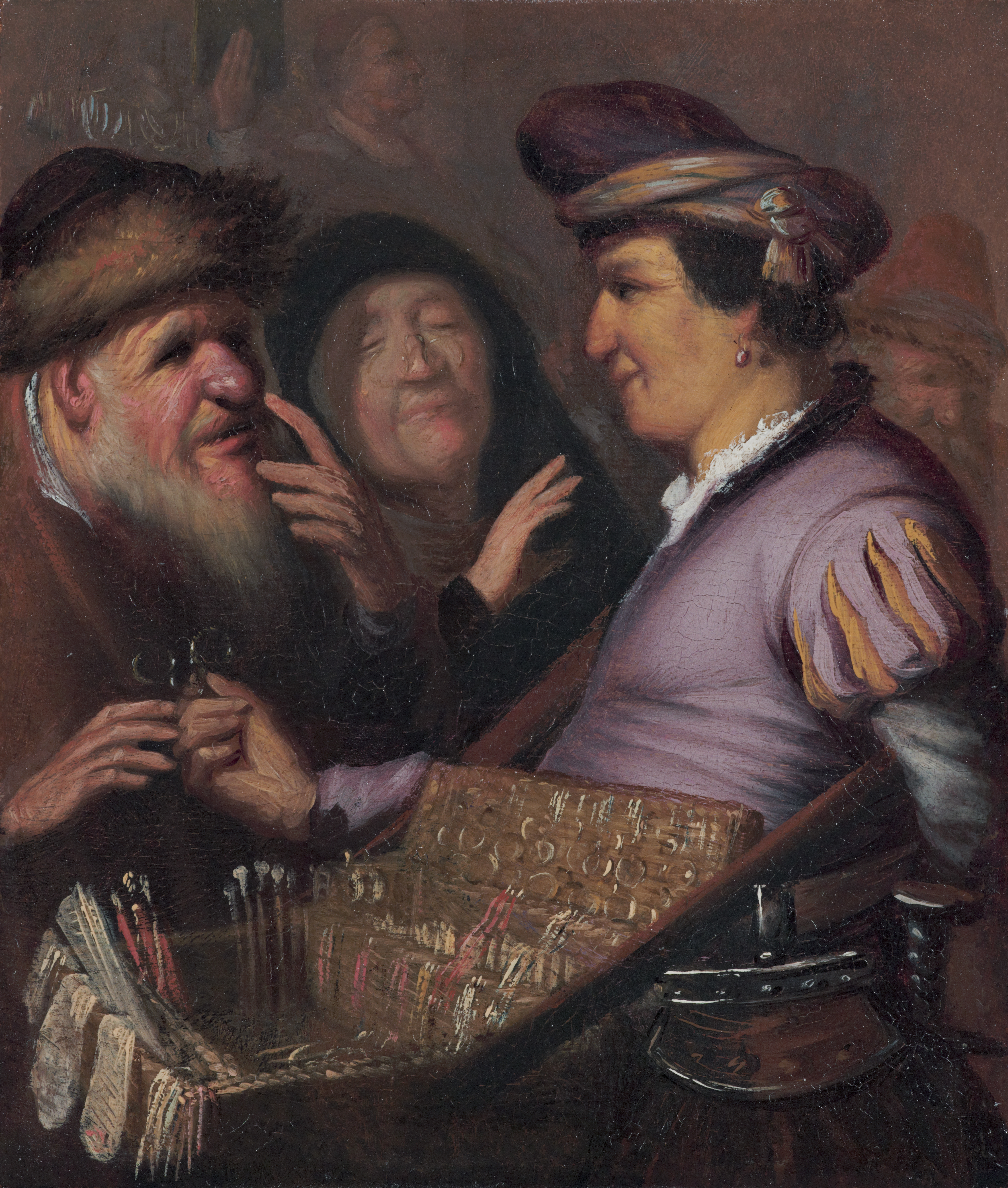
De brillenverkoper, Rembrandt, ca. 1624
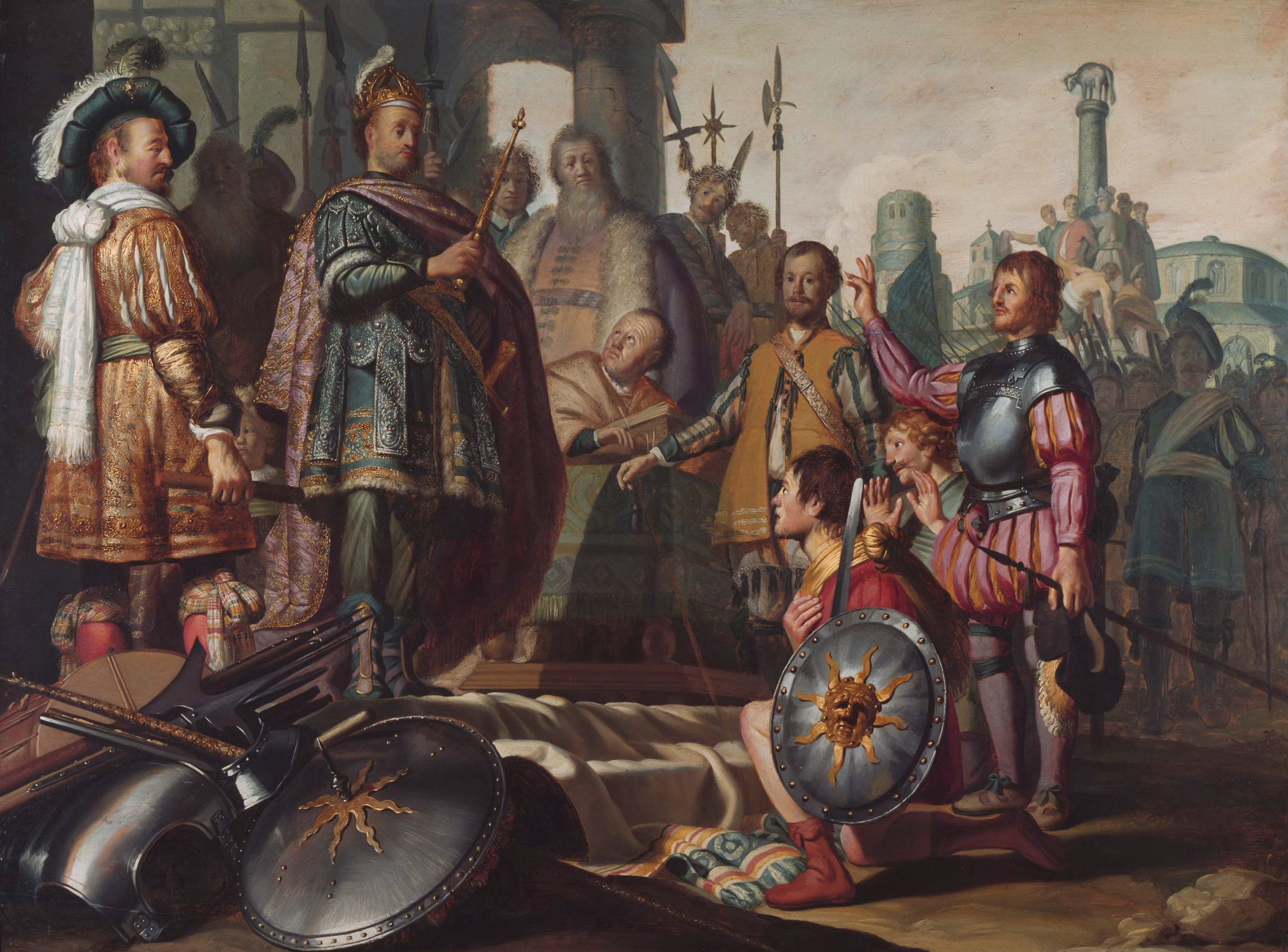
Historiestuk, Rembrandt, 1626
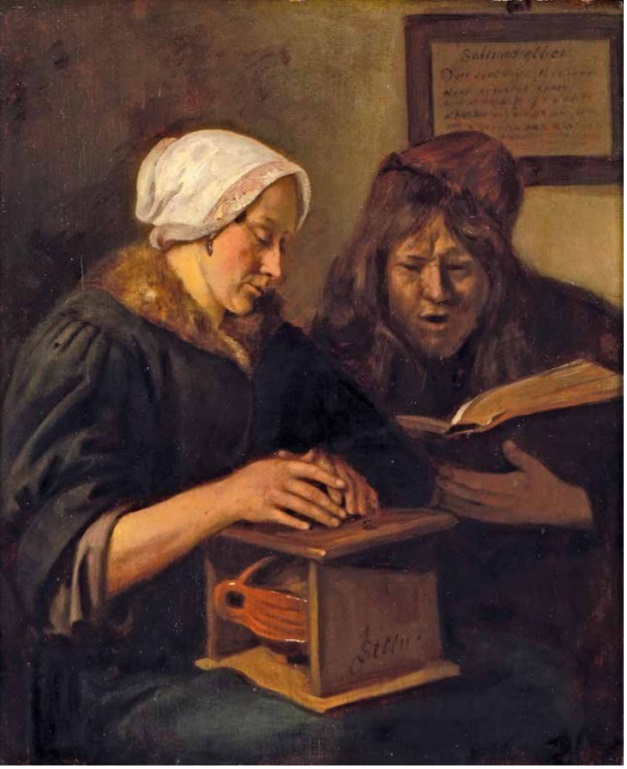
Bijbellezend paar (zelfportret van de schilder met zijn echtgenote), Jan Steen, ca. 1650
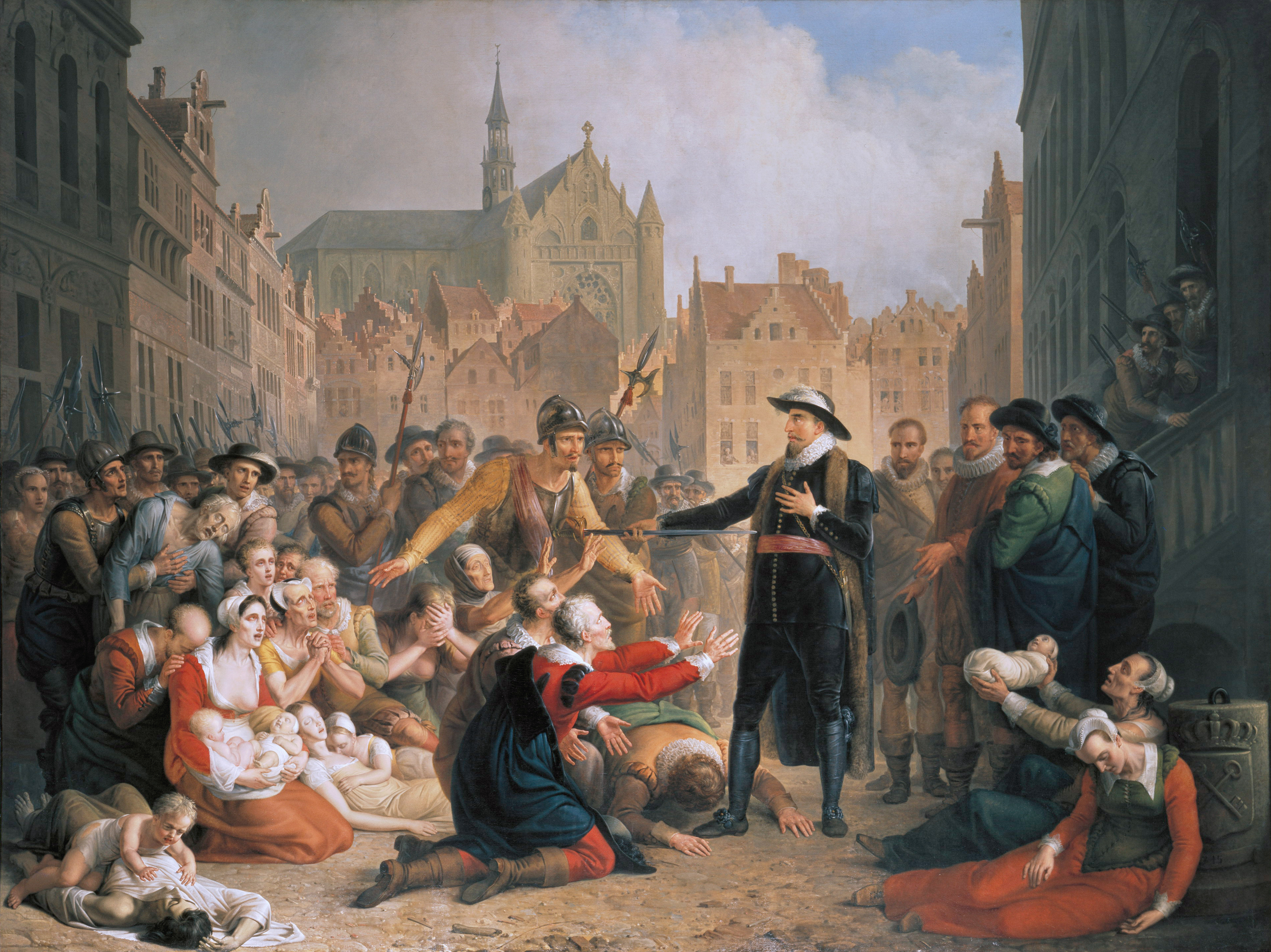
De zelfopoffering van Burgemeester Pieter Adriaansz. van der Werff (Matthijs van Bree), 1816-1817
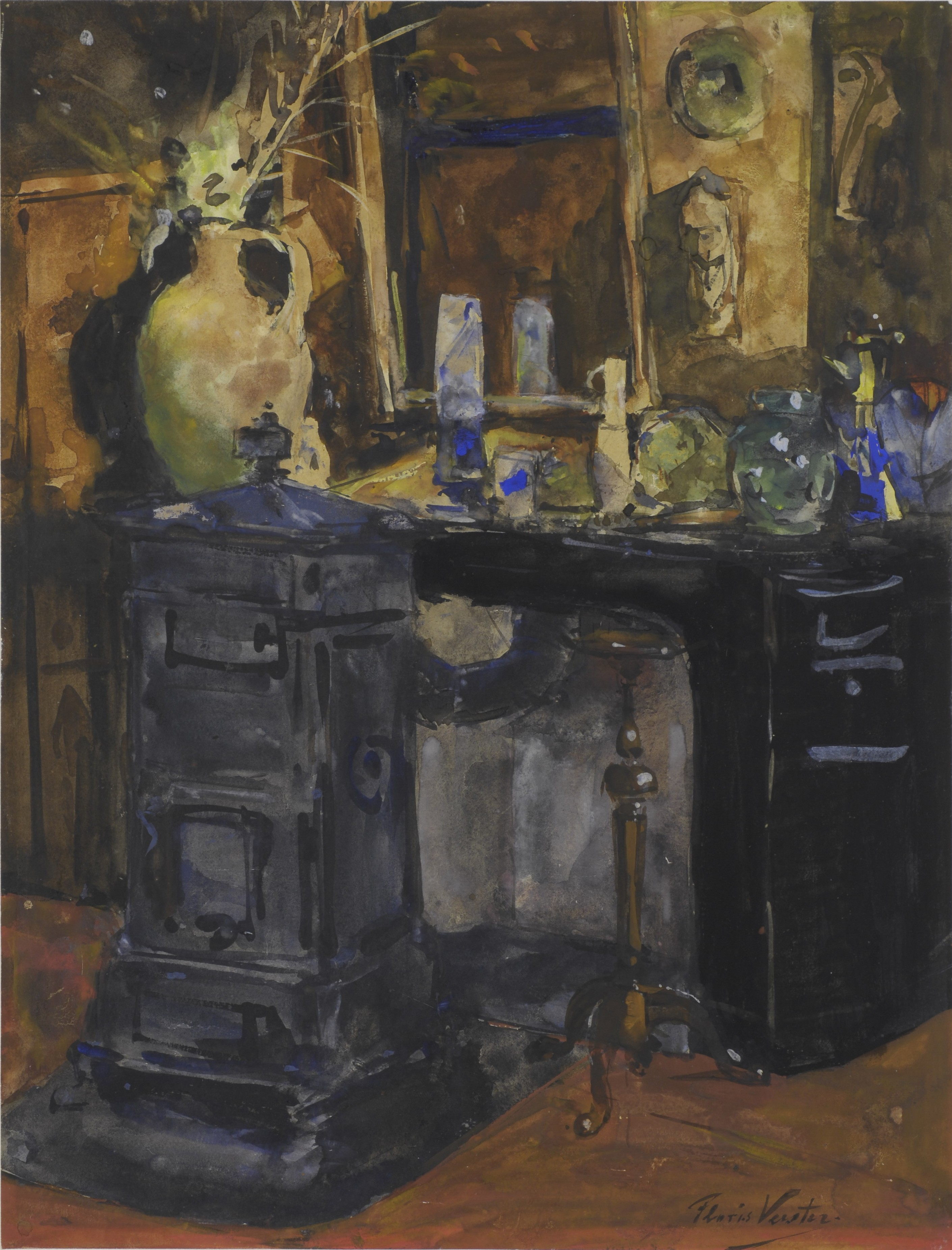
Gezicht in het atelier van Floris Verster, Floris Verster, 1888
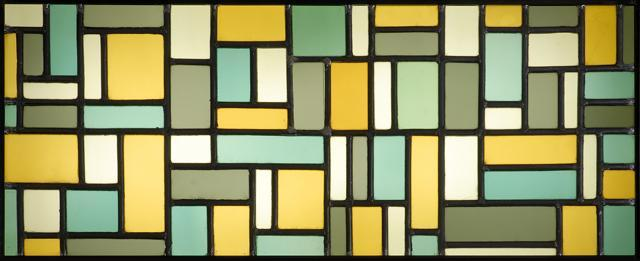
Glas-in-loodcompositie VIII (Theo van Doesburg), 1918-1919

## Geschiedenis
In 1869 besloot Leiden de monumentale Laecken-Halle te verbouwen tot stadsmuseum. Stadsarchitect Jan Willem Schaap kreeg de opdracht de tweede verdieping van de oude Lakenhal geschikt te maken als tentoonstellingsruimte. Hij ontwierp een nieuw trappenhuis waar de zestiende-eeuwse gravenramen uit de Leidse schuttersdoelen een plek kregen. Om het daglicht in de zaal toe te laten zette hij ramen in de zeventiende-eeuwse kap en in het plafond.
Toen de bovenste verdieping van de Lakenhal in 1872 als museum werd ingericht, kreeg de 3 oktobercollectie de meest prominente plaats. Om De zelfopoffering centraal te kunnen plaatsen verhoogde men zelfs het plafond. Met de verhuizing van de stadscollectie moest het museum de traditionele gratis vertoning van het schilderij van Van Bree op 3 oktober overnemen. De verbouwing duurde twee jaar. Dat betekende dat vóór de officiële opening op 27 april 1874 – de grootse viering van het driehonderdjarig jubileum van het Beleg en Ontzet – het museum tussen de verbouwingen door in 1872 en 1873 op 3 oktober tijdelijk open moest. Ter beveiliging zette men politieagenten in en werden de museumtrappen "met planken belegd". Ondanks de bezorgdheid over de grote toestroom bezoekers verliep alles goed. Zo staat in het jaarverslag van 1872 dat "het lokaal door 4000 personen in beste orde werd bezocht".

### Uitbreiding
Door de enorme aanloop werd het meteen duidelijk dat het museum te klein was. De roodbruin gekleurde wanden waren van onder tot boven behangen met schilderijen en wapenborden. Ook de vitrines stonden propvol met bokalen, penningen, zegels en relieken die aan het Beleg en Ontzet herinnerden. Kort daarop besloot de Gemeenteraad dat ook de eerste verdieping van de Lakenhal beschikbaar moest komen. Het oude gebouw was echter niet geschikt voor kunsttentoonstellingen. Dankzij een schenking van 10.000 gulden van de zakenman en letterkundige Daniël Hartevelt (1824-1895) kreeg de Lakenhal in 1890 een nieuwe kunstzaal, die bekendstaat als de Harteveltzaal. In 1923 volgde de uitbreiding met de Papevleugel aan de Lange Scheistraat.

### Rembrandtjaar 2006
Het museum speelde in 2006 een grote rol in de herdenkingen van Rembrandt, die in 1606 of 1607 in Leiden geboren werd. Het museum organiseerde onder meer vier tentoonstellingen:
- Rembrandt en zijn moeder
- Rembrandt de meesterlijke verteller: etsen uit de verzameling Frits Lugt te Parijs
- Rembrandt en Picasso
- Rembrandts landschappen.

## Restauratie
Eind 2009 stelde de gemeente Leiden een bedrag van 13,5 miljoen euro beschikbaar voor de restauratie van het rijksmonument De Laecken-Halle uit 1642 en de uitbreiding met een nieuwe vleugel in de museumtuin. Daarnaast werd voor het verwerven van gelden voor de nieuwbouw en restauratie in 2011 het Lucas van Leyden Mecenaat opnieuw opgericht onder voorzitterschap van oud-minister van cultuur L.C. Brinkman. In 2016 stemde de Leidse gemeenteraad ermee in om nog eens 3,2 miljoen euro uit te trekken voor de renovatie van het gebouw, bovenop de 16 miljoen euro die tot dan toe was goedgekeurd. Er kon namelijk geen aannemer gevonden worden die voor de oorspronkelijke prijs de restauratie kon voltooien. In oktober 2016 kon de verbouwing van het museum van start gaan. Bij de onder leiding van de Londense restauratiearchitect Julian Harrap en (voor de nieuwbouw) Happel Cornelisse Verhoeven Architecten uitgevoerde werkzaamheden kreeg Museum De Lakenhal meer doelmatige ruimte voor het tentoonstellen van de vaste collectie, voor het organiseren van exposities en voor diverse publieksvoorzieningen. Onder meer aan de productieprocessen en sociale implicaties van de historische Leidse lakenindustrie wordt meer aandacht gegeven. Wegens de restauratie en uitbreiding was het museum voor het publiek gesloten van 17 oktober 2016 tot 20 juni 2019. Op 19 juni 2019 werd het museum officieel heropend door koning Willem-Alexander.

#### Bouwkundige veranderingen door de renovatie
Het dak van het voorplein, dat er 25 jaar had gestaan, werd verwijderd en de voorgevel werd gerestaureerd. Zo is van een binnenruimte weer een buitenruimte gemaakt en staat het er weer zo bij als het in 1640 oorspronkelijk werd ontworpen.
De vroegere "Achterplaets" werd overdekt met een glazen dak, waardoor een lichte en ruime kamer ontstond: " Hiermee kreeg het museum een centraal gelegen ontmoetings- en oriëntatieruimte van waaruit de verschillende gebouwdelen zichtbaar en toegankelijk zijn."
Om plaats te maken voor de ruime "Achterplaets" moest de "Joristrap", die er sinds de 19e eeuw stond, worden afgebroken. Het werd toen aan de westzijde van de Laeckenhalle geplaatst. Deze ingreep in de structuur van het gebouw werd aanvankelijk bekritiseerd door de monumentenzorgers, maar door tussenkomst van de rijksbouwmeester mocht het worden verwijderd en op een andere plaats in het museum worden opgesteld.
De grote boogvormige openingen in de Laeckenzaal die sinds de 17e eeuw naar de zalen leidden, zijn weer lager gemaakt, net als de lage deuropeningen die oorspronkelijk in het museum bestonden. Dit geeft de afzonderlijke zalen weer een intiemere aanblik.
In een van de zalen van het museum staat de voormalige "Schuilkerk". Voor de restauratie was deze kamer nogal donker. Tijdens de voorbereidende werkzaamheden voor de restauratie werden drie verloren gewaande ramen teruggevonden en de Leidse kunstenaar Iemke van Dijk ontwierp er een glas-in-lood drieluik voor.
Een nieuw gebouw werd toegevoegd aan de westkant van het vorige museumgebouw. Dit betekent dat er nu 2500 vierkante meter nieuwe ruimte beschikbaar is voor tentoonstellingen en het museumcafé. Verder werden op de bovenverdiepingen de museumbibliotheek en de personeelsruimten ingericht. Aan de Lammermarktzijde van het gebouw is op de buitenkant van de gevel een patroon van bakstenen aangebracht, verwijzend naar het weven van stoffen dat vroeger belangrijk was in Leiden.
De commentatoren zijn het erover eens dat de restauratie zeer geslaagd is: "Restauratie, uitbreiding en interieurontwerp smeden Museum De Lakenhal tot een geheel, waarin heden en verleden moeiteloos in elkaar grijpen. Architectuur, collectie en geschiedenis versterken elkaar en vertellen zo samen de vele verhalen van het museum." "Happel Cornelisse Verhoeven en Julian Harrap Architects zijn er met deze aanpak bovendien in geslaagd om de kwaliteiten van de verschillende bouwdelen weer terug te brengen. Ruimte, kunst, licht en materiaal zijn in balans en vertellen samen het verhaal van het museum. Zo voert het gebouw bezoekers mee op een spannende reis door alle tijdlagen."

### Heropening en kritiek
Direct na de heropening van het museum was er veel kritiek omdat er te weinig hedendaagse kunst in het museum te zien was en dat met name Leidse kunstenaars te weinig vertegenwoordigd waren in het museum. Dit werd vooral verwoord door Fer Hakkaart, Frans de Wit en door de kunstenaarsvereniging Ars Aemula Naturae. Maar als onderdeel van de renovatiewerkzaamheden heeft het museum tien hedendaagse kunstenaars de opdracht gegeven speciaal voor het museum nieuwe werken te maken. Vier van de tien kunstenaars kwamen uit Leiden: Ankie Stoutjesdijk, Ilja Leonard Pfeijffer, Thomas Raat en Iemke van Dijk.

## Openlucht Museum De Lakenhal in 2017: 100 Jaar na de Stijl
Het was in 1917, dat Theo van Doesburg in Leiden voor het eerst zijn tijdschrift "De Stijl" uitbracht. Nederland vierde het jubileumjaar onder het motto "Mondriaan tot Dutch Design. 100 jaar De Stijl" met een gevarieerd aanbod van tentoonstellingen en evenementen. Doordat toentertijd het Museum gesloten was voor publiek vanwege restauratie, kregen kunstenaars en curatoren Iemke van Dijk en Guido Winkler de opdracht om een plan voor een "Openlucht Museum: 100 Jaar na De Stijl" te ontwerpen en te realiseren. De curatoren gebruikten een deel van het schilderij Compositie in lijn van Piet Mondriaan als plattegrond voor de tentoonstelling en de kunstenaars vervaardigden speciaal voor deze tentoonstelling hun muurschilderijen ter plaatse op het Pieterskerkhof in Leiden. De wanden waren ruim een meter dik, 2,80 meter hoog en waren van verschillende lengte. Direct in de buurt, op het gerechtsplein, was er een Model van het "Maison d'artiste" te zien, die door Theo van Doesburg en architect Cor van Eesteren in 1923 was ontworpen. De tentoonstelling "Openlucht Museum: 100 jaar na De Stijl" vond plaats tussen 2 juni tot met 27 augustus 2017 en trok in totaal 60.000 bezoekers.